# Ніна Госс
Ніна Госс (нім. Nina Hoss; 7 липня 1975, Штутгарт, Німеччина) — німецька акторка.

## Біографія
Ніна Госс народилася 7 липня 1975 року в Штутгарті, Німеччина. Її мати, Гайдемарі Рогведер, — акторка, режисерка і колишня директорка Вюртемберзького державного театру, батько — Віллі Госс, був ключовим співпрацівником концерну «Даймлер-Бенц» і одним із засновників партії «зелених», а також членом Бундестагу від цієї партії.
Завдяки матері світ сцени з раннього дитинства був для Ніни знайомим. Коли дівчинці було 7 років, вона грала в кількох радіоп'єсах, а в 14 дебютувала на сцені однією з головних ролей у спектаклі театру Штутгарту ім. Вестен «Люблю і не люблю» за п'єсою американського драматурга Венді Кессельман.
В 1997 році Госс закінчила театральну школу ім. Ернста Буша в Берліні. У кіно дебютувала ще студенткою, зігравши у фільмі «Ніхто мене не оплаче» (1996).
Талант Госс привернув увагу одного з найвпливовіших німецьких продюсерів Бернда Айхінгера, який запропонував юній акторці головну роль повії Розмарі Нітрібітт в телевізійному фільмі «Коханці Розмарі». Картина миттєво перетворила молоду акторку на зірку: в 1997 році вона отримала нагороду «Золота камера» в номінації «Найкращий дебют».
Знімалася у фільмах «Сусідка» (1998), «Голі» (2002), «Ніч Епштейна» (2002), «Біла масаї» (2005), «Елементарні частинки» (2006), «Серце — це темний ліс» (2007), «Дружина анархіста» (2008), «Безіменна — жінка в Берліні» (2008), «Смак ночі» (2010), «Барбара» (2012) та інших.

## Фільмографія

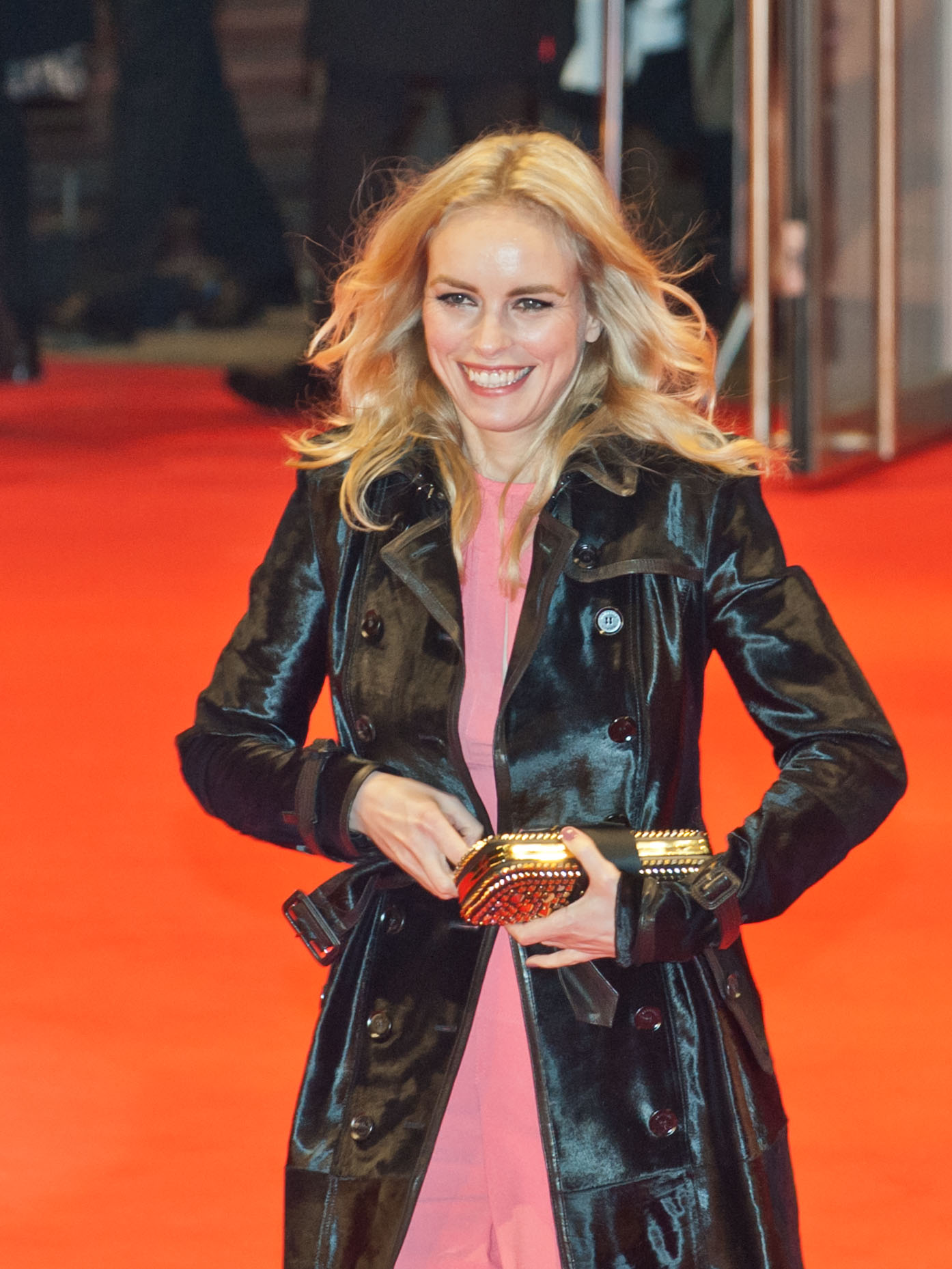
Ніна Госс на 63-му Берлінському кінофестивалі, 7 лютого 2013

- 1996: Ніхто мене не оплаче / Und keiner weint mir nach
- 1996: Дівина Розмарі / Das Mädchen Rosemarie
- 1998: Feuerreiter
- 1998: Люби свою наступну! / Liebe deine Nächste!
- 1999: Вулкан / Der Vulkan
- 2002: Голі / Nackt
- 2002: Ніч Епштейна / Epsteins Nacht
- 2003: Вольфсбург / Wolfsburg
- 2005: Біла масаї / Die weiße Massai
- 2006: Елементарні частинки / Elementarteilchen
- 2006: Життя з Ганною / Leben mit Hannah
- 2007: Єлла / Yella
- 2007: Серце — це темний ліс / Das Herz ist ein dunkler Wald
- 2008: Дружина анархіста / Die Frau des Anarchisten
- 2008: Безіменна — жінка в Берліні / Anonyma — Eine Frau in Berlin
- 2009: Jerichow
- 2009: Моє життя - Ніна Госс / Mein Leben — Nina Hoss
- 2010: Смак ночі / Wir sind die Nacht
- 2011: Вікно в літо / Fenster zum Sommer
- 2012: Барбара / Barbara
- 2013: Золото / Gold
- 2013: A Most Wanted Man
- 2017: Повернення в Монток / Rückkehr nach Montauk — Ребекка
- 2022: Підрядник / The Contractor
- 2022: Тар / Tár

## Нагороди
- 2007: Срібний ведмідь найкращій акторці Берлінського кінофестивалю за роль у фільмі «Єлла» (2007)
- 2012: Номінація на премію Європейський кіноприз найкращій акторці за роль у фільмі «Барбара» (2012)